# Top 100 Canciones
Top 100 Canciones je službena španjolska top lista singlova koju jednom tjedno izdaje PROMUSICAE. Trenutni broj jedan singl je "El Run Run" sastava Estopa.

## O top listi
Top lista je prvi puta objavljena 9. siječnja 2005.